# Thomas Niederreuther
Thomas Niederreuther (* 1. Juli 1909 in München; † 23. Januar 1990 ebenda) war ein deutscher Kaufmann, Maler und Schriftsteller.

## Leben als Kaufmann
Niederreuther studierte Volkswirtschaft, Staatswissenschaften und Soziologie in Hamburg, Berlin und München. Nach seiner Promotion übernahm er den Familienbetrieb, ein Feinkost-Handelsunternehmen.

## Wirken als Künstler
Malerei und Schriftstellerei lernte er autodidaktisch, die Malerei unter anderem durch zahlreiche Reisen in Europa und in die USA.
1949 wurde er Mitglied der Neuen Gruppe, einer Vereinigung bildender Künstler in München, an deren Gruppenausstellungen im Haus der Kunst er ab 1949 regelmäßig teilnahm. 1962 wurde sein Werk erstmals auf einer Einzelausstellung in München, Mannheim und Köln gezeigt. 
Thomas Niederreuther war Mitglied im Deutschen Künstlerbund. 1984 gründete er mit seinem Sohn Tomy die Niederreuther-Stiftung zur Förderung bayerischer Maler und zur Sammlung ihrer Werke. Freundschaftlich verbunden war er unter anderem mit dem Maler Josef Fottner.
Niederreuther hat fünf Romane und mehrere Bände mit Kurzgeschichten veröffentlicht. Daneben gibt es drei Bücher mit Aphorismen.

## Werke
- Die Söhne. Toth, Hamburg 1945
- Aphorismen. Toth, Hamburg 1949
- Jakob Kienast. Toth, Hamburg 1949